# SMSS J031300.36-670839.3
SMSS J031300.36-670839.3 (abgekürzt SM0313) ist ein Stern in der Milchstraße. Er ist 6000 Lichtjahre von der Erde entfernt. Mit einem geschätzten Alter von 13,6 Milliarden Jahren ist er nach HD 140283 der älteste bekannte Stern im Universum.
Der Stern bildete sich ungefähr 220 Millionen Jahre nach dem Urknall und leuchtet schon seit 13,6 Milliarden Jahren. Er enthält – im Vergleich zur Sonne – höchstens ein Zehnmillionstel an Eisen (Metallizität). Das legt nahe, dass der Stern einer der ersten Population-II-Sterne ist, die sich aus Gaswolken gebildet hatten, die von den allerersten Sternen mit schweren Elementen angereichert wurden. SMSS J031300.36-670839.3 enthält daneben im Vergleich zum Eisen relativ viel Kohlenstoff (mehr als tausend Mal mehr als üblich). Neben Wasserstoff und Helium, die beim Urknall gebildet wurden, besteht der Stern noch aus Kohlenstoff, Magnesium und Kalzium. Diese Elemente werden in Supernovae gebildet. Der Stern zeigt Absorptionslinien von Methin (CH). Sauerstoff und Stickstoff konnten nicht nachgewiesen werden. SMSS J031300.36-670839.3 gehört zur Gruppe der Zwergsterne der Spektralklasse K und ist damit etwas masseärmer als die Sonne.
Der Stern wurde durch Astronomen der Australian National University entdeckt. Die Entdeckung wurde in der Zeitschrift Nature am 9. Februar 2014 veröffentlicht und deutet an, dass die Supernovae der ersten Sterngeneration nicht so energiereich wie angenommen waren.
Die Entdeckung wurde durch den SkyMapper ermöglicht – ein vollautomatisches, optisches Teleskop am Siding-Spring-Observatorium in der Nähe von Coonabarabran, New South Wales, Australien. SkyMapper wurde gebaut, um das Great Melbourne Telescope am Mount Stromlo zu ersetzen, das 2003 durch ein Buschfeuer zerstört wurde.
| Element     | M/H  |
| ----------- | ---- |
| Lithium     | −0,7 |
| Kohlenstoff | −2,6 |
| Magnesium   | −3,8 |
| Kalzium     | −7   |